# یواس‌اس ال-۵ (اس‌اس-۴۴)
یواس‌اس ال-۵ (اس‌اس-۴۴) (به انگلیسی: USS L-5 (SS-44)) یک زیردریایی بود که طول آن ۱۶۵ اینچ (۴٫۲ متر) بود. این زیردریایی در سال ۱۹۱۶ ساخته شد.